# Mil Millas Argentinas en Bicicleta de 1949
La 2.ª edición de las Mil Millas Argentinas en Bicicleta se celebró entre el 17 y 27 de noviembre de 1949, organizada por el Club Deportivo América con inicio en la ciudad de Mendoza y final en la ciudad de Buenos Aires. El recorrido constó de un total de 8 etapas cubriendo una distancia total de 1.609 km recorriendo las provincias de Mendoza, San Luis, Córdoba, Santa Fe y Buenos Aires, la etapa más larga fue la cuarta que unió Río Cuarto con Córdoba con una distancia total de 226 kilómetros.
La competencia la iniciaron 129 corredores (110 argentinos y 19 extranjeros). La carrera la finalizaron solamente 27 ciclistas.

## Ciclistas participantes
Participaron 129 ciclistas la gran mayoría de Argentina y también de Brasil, Chile, Uruguay, Italia y España.

#### Equipos
| Frejus Argentina | Romasport Argentina | Legnano Argentina | Willier Triestina Argentina                                                                               | Olmo Argentina |
| - 1. Franco Fanti - 2. Antonio Covolo - 3. Mario De Benedetti - 5. Bruno D'Angelo - 8. Danilo Badesso - 11. Alex Fombellida - 43. José Luis Trentino - 45. Leonardo Schell - 52. Edmundo Guzmán - 74. Ignacio Fernández - 78. Oscar Muleiro - 84. Angel Castellani | - 33. Ambrosio Aimar - 44. Humberto Varisco - 46. Jorge Olivera - 61. Mario Coppari - 69. Rolvider Marinelli - 71. Francisco Márquez - 76. Pedro Meo - 103. Honorio Naranjo - 104. José M. Méndez | - 67. Orlando Canclini - 68. Roberto Morera - 79. Armando Devoto - 81. Oscar Giacché - 83. Julio Alba - 85. Roberto Guerrero - 113. Juan Carlos Porta | - 12. Antonio Martin - 88. Rodolfo Caccavo - 93. Luis Segota - 96. Emilio Abascal - 129. Edmundo Curcio   | - 9. Luis Pillon - 49. Juan Koval - 92. César Coombes - 94. Juan Arrastia - 99. Julio Giorgetta - 111. Pedro Curas - 121. Teodoro Chidichino |
| Atala Argentina | Diana Argentina | Stucci Argentina | Leonar Argentina                                                                                          | Torpado Argentina |
| - 77. Ceferino Perone - 90. Alberto Garcia - 97. Francisco Vera | - 75. Miguel Sevillano - 82. Carlos Nieves - 86. Carlos Unkrodt | - 4. Secondo Barissone - 7. Remo Momo - 80. Dante Benvenutti - 106. Federico Fernández                                                                | - 37. Agustín Alonso - 41. Antonio Peralta - 87. Juan Gruzenski - 91. Guillermo Hoss - 102. Nicolás Botas | - 20. Atilio Francois - 27. Miguel O. Garcia - 101. Roberto Galluzzi - 105. Francisco Valverdú                                               |
| Wolsit Argentina | Uruguay Uruguay | Chile Chile | Mendoza Argentina                                                                                         | Santa Fe Argentina |
| - 6. Higinio Ciccotella - 107. Nello R. Bianchin - 112. Vitalino Gianni - 130. Carlos Heide | - 21. Ulvio Franco - 22. Mario Machado - 23. José A. Fuquez - 24. Héctor Simonelli - 25. Carlos Britos - 26. Alberto Willigmann                                                                   | - 14. Cruz Orellana - 15. Luis Leiva - 16. Domingo Ofivi - 17. Erasmo Marin                                                                           | - 28. Mariano Ruiz - 29. Salvador Murcia - 30. Francisco Constantini - 31. Ricardo Lira                   | - 38. Francisco Barigonea - 39. Eduardo Ramírez - 40. Pedro Antonietta - 42. Orlando Verduna                                                 |

#### Individuales
| Número | Ciclista         | Lugar        | Número | Ciclista             | Lugar           | Número | Ciclista              | Lugar           |
| 10     | Walter Giannini  | Italia       | 59     | Francisco Corono     | -               | 110    | Adolfo Zelasqui       | -               |
| 13     | Walter Betella   | Brasil       | 60     | Ernesto López        | -               | 114    | Juan C. Mauriño       | Capital Federal |
| 32     | Pedro N. Barrera | San Luis     | 62     | Lorenzo Ots          | -               | 115    | Pablo Pauk            | Capital Federal |
| 34     | Santiago Garcia  | Córdoba      | 63     | Pedro Romero         | -               | 116    | José L. Iglesias      | -               |
| 35     | Armando Vesco    | Córdoba      | 64     | Amilcar Escobar      | -               | 117    | Hugo Ramón Cuervo     | -               |
| 36     | José Torres      | Córdoba      | 65     | Roberto Arrastia     | Capital Federal | 118    | Liberto Belagua       | -               |
| 47     | Lorenzo Tejerina | Jujuy        | 66     | Florentino Toccolino | -               | 120    | Guillermo Del Turco   | Capital Federal |
| 50     | Jesús Castellano | -            | 70     | Antonio Gelpe        | -               | 122    | Fausto Napimoga       | Capital Federal |
| 51     | Pedro Puebla     | Bahía Blanca | 72     | Juan Vergara         | -               | 123    | Julio Pierucci        | -               |
| 53     | Juan Navarro     | -            | 73     | Estanislao Lignassi  | -               | 124    | Angel Pinelli         | -               |
| 54     | Luis Yovina      | -            | 89     | Rubén Dipierro       | Capital Federal | 125    | Segundo Molina        | -               |
| 55     | Alfredo Aristia  | -            | 98     | Roberto Contini      | Capital Federal | 126    | Felipe De Simone      | -               |
| 56     | Juan Fedrizu     | -            | 100    | Raúl Rodríguez       | Capital Federal | 127    | Orlando Amendola      | -               |
| 57     | Alfredo Zelasqui | -            | 108    | Raúl Gaudino         | Capital Federal | 128    | Encarnación Velázquez | -               |
| 58     | Rosario Giordano | -            | 109    | Augusto Zelasqui     | -               |        |                       |                 |

## Etapas
| Etapa | Fecha           | Recorrido                 | km  | Ganador           | Líder           |
| 1ª    | 17 de noviembre | Mendoza-La Paz            | 190 | Ceferino Perone   | Ceferino Perone |
| 2ª    | 18 de noviembre | La Paz-San Luis           | 121 | Carlos Unkrodt    | Carlos Unkrodt  |
| 3ª    | 19 de noviembre | San Luis-Río Cuarto       | 224 | Armando Devoto    | Carlos Unkrodt  |
| 4ª    | 20 de noviembre | Río Cuarto-Córdoba        | 226 | Jorge Olivera     | Jorge Olivera   |
| 5ª    | 22 de noviembre | Córdoba-San Francisco     | 203 | Ceferino Perone   | Jorge Olivera   |
| 6ª    | 23 de noviembre | San Francisco-Santa Fe    | 136 | Ceferino Perone   | Jorge Olivera   |
| 7ª    | 24 de noviembre | Santa Fe-Rosario          | 154 | Armando Devoto    | Jorge Olivera   |
| 8ª    | 26 de noviembre | Rosario-Pergamino         | 133 | Rodolfo Caccavo   | Jorge Olivera   |
| 9ª    | 27 de noviembre | Pergamino-Capital Federal | 222 | Ignacio Fernández | Jorge Olivera   |

## Clasificaciones finales

### Clasificación individual
| Pos.        | Ciclista          | Equipo    | Tiempo           |
| ----------- | ----------------- | --------- | ---------------- |
| Malla lider | Jorge Olivera     | Romasport | 45 h 52 min 21 s |
| 2.º         | Humberto Varisco  | Romasport | a 43 s           |
| 3.º         | Antonio Covolo    | Frejus    | a 2 m 9 s        |
| 4.º         | Oscar Muleiro     | Frejus    | a 16m 10 s       |
| 5.º         | Armando Devoto    | Legnano   | a 24 m 32 s      |
| 6.º         | Juan Koval        | Olmo      | a 25 m 55 s      |
| 7.º         | Ambrosio Aimar    | Romasport | a 29 m 55 s      |
| 8.º         | Pedro Meo         | Romasport | a 31 m 47 s      |
| 9.º         | Franco Fanti      | Frejus    | a 37 m 11 s      |
| 10.º        | Ignacio Fernández | Frejus    | a 38 m 11 s      |